# Ramon Cojuangco
Ramon Uychuico Cojuangco Sr., noto anche con lo pseudonimo di Monching (Manila, 31 agosto 1924 – Makati, 6 maggio 1984), è stato un imprenditore filippino.
Membro dell'influente e numerosa famiglia Cojuangco, fu il primo presidente filippino della Philippine Long Distance Telephone Company.

## Biografia
Ramon Cojuangco nacque il 31 agosto 1924 a Manila, figlio del dottore Antonio Cojuangco (1900–1945) e della casalinga Victoria Uychuico, entrambi di etnia sinofilippina. La prima generazione dei Cojuangco emigrò dalla cittadella cinese di Hong Chian, situata nel distretto di Tong'an. Il bisnonno di Ramon, Co Yu Hwan, era partito dalla Cina per trasferirsi nelle Filippine nel 1861, dove si convertì al cattolicesimo e cambiò il proprio nome in José Cojuangco per renderlo più conforme agli standard locali. José si sposò successivamente con una donna locale, dando inizio alla numerosa prole dei Cojuangco.
I genitori di Ramon furono massacrati nel 1945 dalle truppe dell'impero giapponese durante le fasi finali della seconda guerra mondiale. Assieme a loro fu uccisa la prima moglie di Ramon, Nenita "Neni" de las Alas, figlia di Antonio de las Alas.
Il 20 dicembre 1967 guidò un gruppo di imprenditori filippini nell'acquisizione della Philippine Long Distance Telephone Company dalla compagnia statunitense  GTE. Il gruppo assunse il potere a partire dal 1º gennaio 1968, con l'elezione di Cojuangco a presidente dell'azienda telefonica. Alcuni mesi dopo l'azienda aprì la sua sede principale a Makati, oggi nota come Ramon Cojuangco Building in suo onore, dando inizio ad una progressiva espansione con l'intento di portare una linea telefonica stabile nelle zone più rurali del Paese.
La PLDT ottenne dal Presidente Ferdinand Marcos il permesso di poter operare anche nel corso della legge marziale: l'azienda fu nazionalizzata ma la sua gestione rimase nelle mani di Cojuangco, il quale godeva della fiducia di Marcos. Nel 1981, nel rispetto della politica allora vigente del governo di integrare il settore delle telecomunicazioni delle Filippine, l'azienda acquisì sostanzialmente tutte le attività e passività della Republic Telephone Company, iniziando un autentico monopolio sul mercato della telefonia.
Fu sposato in seconde nozze con Imelda Ongsiako-Cojuangco (ca. 1930–2016), anch'essa di etnia sinofilippina e proveniente da un'agiata famiglia, con la quale ebbe cinque figli: Antonio o Tony Boy, Ramon Jr., Miguel, Maria Victoria e Mavie.
Malato di tumore dello stomaco, morì a Makati il 6 maggio 1984, all'età di 59 anni, lasciando la PLDT in mano al figlio Antonio. Meno di due anni dopo la sua scomparsa, Ferdinand Marcos sarebbe stato deposto forzatamente dalla rivoluzione del Rosario, evento che diede inizio alla Presidenza della cugina di Ramon, Corazon Aquino.